# جين باترسون مايلز
جين باترسون مايلز (بالإنجليزية: Jeanne Miles)‏ هي رسامة أمريكية، ولدت في 13 نوفمبر 1908 في بالتيمور في الولايات المتحدة، وتوفيت في 27 أغسطس 1999 في لوس أنجلوس في الولايات المتحدة.